# Черкасов, Пётр Петрович
Пётр Петро́вич Черка́сов (род. 2 января 1946, Москва, СССР) — советский и российский историк, специалист в области истории Франции и российско-французских отношений XVIII—XX веков. Доктор исторических наук. Член-корреспондент РАН с 28 октября 2016 года по Отделению историко-филологических наук. Один из авторов «Большой Российской энциклопедии».

## Биография
Родился в семье офицера Советской армии Петра Гордеевича Черкасова. Отец и мать — участники Великой Отечественной войны. В 1967 году окончил с отличием исторический факультет Саратовского государственного университета им. Н. Г. Чернышевского.
В 1967—1970 годах — аспирант Института мировой экономики и международных отношений (ИМЭМО) АН СССР, научный руководитель — Ю. И. Рубинский. В 1970—1987 годах — младший, научный, старший научный сотрудник, ведущий исследователь ИМЭМО. Кандидат исторических наук (1971, диссертация «Политика Франции в Юго-Восточной Азии в 1954—1975 гг.».), доктор исторических наук (1986, диссертация «Распад колониальной империи Франции после Второй мировой войны. 1945—1962 гг.»). С 1987 года — ведущий, затем главный научный сотрудник Института всеобщей истории АН СССР (РАН), с 2011 года — главный научный сотрудник ИМЭМО РАН (по совместительству). Член редакционной коллегии журнала «Новая и новейшая история».

## Научная деятельность
В ИМЭМО АН СССР занимался изучением международных отношений в Европе, внешней, колониальной и постколониальной политики Франции, опубликовал четыре индивидуальные монографии. Автор глав и разделов в коллективных работах — «Европейская безопасность и сотрудничество: предпосылки, проблемы, перспективы» (М., 1976), «Франция» (М., 1982) и др.
Создатель и руководитель Центра французских исторических исследований Института всеобщей истории РАН, основатель и ответственный редактор серии сборников «Россия и Франция: XVIII—XX века» (в 1995—2023 вышли четырнадцать выпусков). Основной темой его исследований стали российско-французские отношения в XVIII—XIX вв. Монография «Двуглавый орел и Королевские лилии: Становление русско-французских отношений в XVIII в.» была удостоена премии Е. В. Тарле (Российская академия наук, 1997). В «Вестнике Российской академии наук» (т. 68, № 3, 1998) эта книга была охарактеризована следующим образом:

Монографию отличают прекрасный язык, образность политических портретов деятелей эпохи; бесспорные литературные достоинства делают её интересной для читателя (все это роднит её по стилю, духу и содержанию с трудами Е. В. Тарле). В целом книга П. П. Черкасова — это фундаментальное исследование не только истории становления русско-французских отношений, но и всей системы европейской дипломатии XVIII в.

В 2001 году вышло в свет продолжение этого исследования — монография «Екатерина II и Людовик XVI. Русско-французские отношения: 1774—1792». Книга переиздана в 2004. В русле предыдущих исследований в 2010 году опубликовал монографию «Елизавета Петровна и Людовик XV. Русско-французские отношения 1741—1762». Эта книга получила премию А. Леруа-Больё, ежегодно присуждаемую Посольством Франции в России за лучшие исследования российских авторов по французской проблематике (2011).
Ещё одна сфера интересов учёного — историческая биография. Он является автором первых в отечественной исторической науке биографических книг о генерале Лафайете и кардинале Ришельё. В 2008 было опубликовано его исследование «Русский агент во Франции», посвящённое судьбе литератора и разведчика Якова Николаевича Толстого.
В 2004 году опубликовал капитальное исследование «ИМЭМО. Портрет на фоне эпохи», посвящённое истории ИМЭМО, в котором был проанализирован опыт работы института в различные периоды советской истории, показаны его место и роль в советской политической системе. В этой монографии на примере деятельности академического института исследована проблема сложных взаимоотношений научной интеллигенции и власти в СССР.
Отдельные работы П. П. Черкасова публиковались во Франции, Германии, США, Норвегии и Литве.
В порядке популяризации научных знаний опубликовал более 350 статей в различных энциклопедических изданиях — Большая Российская Энциклопедия, Новая Российская Энциклопедия, Российская Историческая Энциклопедия, Большая Школьная Энциклопедия, Хроника России XX век и др.
Стипендиат Министерства иностранных дел Франции и Дома наук о человеке (фр. Fondation Maison des sciences de l’homme). Приглашённый исследователь Высшей школы общественных наук (фр. École de Hautes Études en sciences sociales) в Париже в рамках программы «Directeurs d’Études Associés» (2005, 2009—2010). Член Ассоциации друзей Дома наук о человеке (фр. Association des Amis de la FMSH). Член Редакционного совета «Французского ежегодника». Консультант телевизионного документального фильма «Россия и Франция», посвящённого 200-летию МИД России (ТВЦ—РТР). Научный консультант и автор статей по всеобщей истории в Большой Российской Энциклопедии.

## Научные труды

### Монографии
- Черкасов П. П. Франция и Индокитай. 1945—1975. — М., 1976.
- Черкасов П. П. Агония империи: Политические кризисы, военно-колониалистские путчи и заговоры во Франции в период Алжирской войны 1954—1962 гг. — М., 1979.
- Черкасов П. П. Судьба империи: Очерк колониальной экспансии Франции в XVI—XX вв. — М.: Наука, 1983. — 184 с. — (История и современность). — 50 000 экз.
- Черкасов П. П. Распад колониальной империи Франции: кризис французской колониальной политики в 1939—1985. — М., 1985.
- Черкасов П. П. Генерал Лафайет: Исторический портрет / Отв. ред. А. Г. Арбатов. — М.: Наука, 1987. — 176 с. — (История и современность). — 58 300 экз.
- Черкасов П. П. Кардинал Ришельё. — М.: Международные отношения, 1990. — 384 с. — 100 000 экз. — ISBN 5-7133-0206-7.
- Черкасов П. П. Лафайет: Политическая биография. — М.: Мысль, 1991. — 376 с. — 80 000 экз. — ISBN 5-244-00505-7.
- Kardinolas Rišeljė. Vilnius. 1993.
- Черкасов П. П., Чернышевский Д. В. История императорской России: От Петра Великого до Николая II. — М.: Международные отношения, 1994. — 448 с. — 10 000 экз. — ISBN 5-7133-0642-9.
- Черкасов П. П. Двуглавый орёл и Королевские лилии: становление русско-французских отношений в XVIII веке, 1700—1775. — М.: Наука, 1995. — 448 с. — 2000 экз. — ISBN 5-02-009625-3.
- Черкасов П. П. Екатерина II и Людовик XVI: Русско-французские отношения (1774—1792). — М.: Наука, 2001.
  - Черкасов П. П. Екатерина II и Людовик XVI: Русско-французские отношения (1774—1792). — 2-е изд. — М.: Наука, 2004. — 528 с. — 1000 экз. — ISBN 5-02-009870-1.
- Черкасов П. П. Кардинал Ришельё: Портрет государственного деятеля. — М.: Олма-Пресс, 2002. — 416 с. — (Архив). — 5000 экз. — ISBN 5-224-03376-6.
- Черкасов П. П., Шубин А. В., Корелин А. П. Хроника России: XX век. — М.: СЛОВО/SLOVO, 2002. — 1104 с. — ISBN 5-85050-655-1.
- Черкасов П. П. ИМЭМО (Институт мировой экономики и международных отношений): Портрет на фоне эпохи. — М.: Весь Мир, 2004. — 572 с. — ISBN 5-7777-0279-1. Архивировано 30 августа 2009 года.
- Черкасов П. П. Русский агент во Франции. Яков Николаевич Толстой (1791—1867). — М.: КМК, 2008. — 456 с. — 1000 экз. — ISBN 978-5-87317-445-4.
- Черкасов П. П. Елизавета Петровна и Людовик XV: Русско-французские отношения (1741—1762). — М.: КМК, 2010. — 440 с. — 800 экз. — ISBN 978-5-87317-694-6. (в пер.)
- Черкасов П. П. Александр II и Наполеон III. Несостоявшийся союз (1856—1870). — М.: КМК, 2015. — 450 с. — 500 экз. — ISSBN 978-5-9907157-8-3.
- Черкасов П. П. Шпионские и иные истории из архивов России и Франции. — М.: Ломоносовъ, 2015. — 304 с. — 1200 экз. — ISSBN 978-5-91678-277-6.
- Черкасов П. П. ИМЭМО. Очерк истории. — М.: Весь Мир, 2016. — 872 с. — ISBN 978-5-7777-0488-7.
- Черкасов П. П.  Правители Франции XVII—XVIII века. М.: Ломоносовъ, 2018. — 256 с. — (История. География. Этнография). ISBN 978-5-91678-421-3.
- Черкасов П. П.  Правители Франции. XIX век. М.: Ломоносовъ, 2019. — 248 с. — (История. География. Этнография). ISBN 978-5-91678-504-3.
- Черкасов П. П.  Первые лица Франции: от Генриха IV до Эмманюэля Макрона. М.: Товарищество научных изданий КМК, 2019. — 689 с. ISBN 978-5-907213-28-9.
- Piotr Tcherkassov.  Napoléon III et Alexandre II: une alliance contrariée. Préface d’Hélène Carrère d’Encausse, Secrétaire perpétuel de l’Académie française. Paris: Éd. Michel de Maule, 2021. — 293 p. ISBN 972876237278
- Черкасов П. П.  Судьба империи: Очерк колониальной экспансии Франции в XVI—XX вв. Изд. 2-е, испр — М.: ЛЕНАНД, 2021. — 200 с. ISBN 978-5-9710-8818-9.
- Черкасов П. П.  Лафайет: Политическая биография героя трех революций. Изд. 2-е. М.: ЛЕНАНД, 2021. — 400 с. ISBN 978-5-9710-8797-7.
- Черкасов П. П.  Избранное. Статьи, очерки, заметки по истории Франции и России. — М.: Издательство «Весь Мир», 2021. — 768 с. ISBN 978-5-7777-0822-9
- Черкасов П. П.  Persona non grata. Архивы раскрывают свои тайны. М.: Наука, 2024. (Научно-популярная литература). — 298 с. ISBN 978-5-02-041021-3.
- Черкасов П. П.  ИМЭМО им. Е. М. Примакова РАН в XXI веке. М.: Издательство «Весь мир», 2024. — 318 с. ISBN 978-5-7777-0930-1.

### Составление и научная редакция
- Россия и Франция: XVIII—XX века. Вып. 1—9. М.: Наука, 1995—2009.
- Россия и Франция. XVIII—XX века. Вып. 10. — М.: Весь Мир, 2011. — 348 с. — ISBN 978-5-7777-0521-1.
- Россия и Франция. XVIII—XX века. Вып. 11. — М.: Весь Мир, 2014. — 344 с. — ISBN 978-5-7777-0587-7.
- Россия и Франция. XVIII—XX века. Вып. 12. — М.: Весь Мир, 2017. — 352 с. — ISBN 978-5-7777-0684-3.
- Россия и Франция. XVIII—XX века. Вып. 13. — М.: Весь Мир, 2020. — 352 с. — ISBN 978-5-7777-0812-0.
- Россия и Франция. XVIII—XX века. Вып. 14. — М.: Весь Мир, 2023. — 368 с. — ISBN 978-5-7777-0915-8.

### Статьи
- Черкасов П. П. Крах ОАС // Вопросы истории. — 1974. — № 9;
- Черкасов П. П. Франция и агрессия США в Индокитае // Вопросы истории. — 1976. — № 9;
- Черкасов П. П. «Неделя баррикад» в г. Алжире // Вопросы истории. — 1979. — № 1;
- Черкасов П. П. Французский Иностранный легион // Вопросы истории. — 1979. — № 11;
- Черкасов П. П. Политика Франции в Африке (70-е годы XX в.) // Вопросы истории. — 1981. — № 8;
- Черкасов П. П. Колониальная политика Франции в годы второй мировой войны // Вопросы истории. — 1983. — № 7;
- Черкасов П. П. Лафайет накануне Французской революции 1789‒1794 гг. // Вопросы истории. — 1986. — № 4;
- Черкасов П. П. Лафайет и Наполеон // Вопросы истории. — 1988. — № 4;
- Черкасов П. П. Ришельё // Вопросы истории. — 1989. — № 7;
- Черкасов П. П. Россия и Франция в XVIII в. Итоги и перспективы исследования // Новая и новейшая история. — 1993. — № 3;
- Черкасов П. П. Франция и русско-турецкая война. 1768‒1774 гг. // Новая и новейшая история. — 1996. — № 1;
- Черкасов П. П. Русско-шведская война 1788‒1790 гг. и французская дипломатия // Новая и новейшая история. — 2001. — № 5;
- Черкасов П. П. На тайном фронте Крымской войны // Новая и новейшая история. — 2007. — № 6. — С. 186‒210.
- Черкасов П. П. Кто вы, Астольф де Кюстин? // Родина. — 2009. — № 3;
- Черкасов П. П. Политические реформы Александра II в донесениях и отчетах посольства Франции в Санкт-Петербурге // Новая и новейшая история. — 2010. — № 3;
- Черкасов П. П. Граф де Морни — посол Наполеона III в Санкт-Петербурге (1856‒1857 годы) // Новая и новейшая история. — 2011. — № 5;
- Черкасов П. П. За кулисами Парижского конгресса 1856 года // Новая и новейшая история. — 2012. — № 1;
- Черкасов П. П. Наполеон III — император французов // Новая и новейшая история. — 2012. — № 3;
- Черкасов П. П. Династическая дипломатия в российско-французских отношениях 1856‒1870 годов // Новая и новейшая история. — 2013. — № 1;
- Черкасов П. П. Посольство герцога де Монтебелло в России (1858‒1864 годы) // Новая и новейшая история. — 2014. — № 1;
- Черкасов П. П. Охота на президента. Из истории покушений на генерала де Голля // Новая и новейшая история. — 2017. — № 2.
- Черкасов П. П. Миссия Адольфа Тьера в Санкт-Петербург (20 — 22 сентября 1870 г.) // Россия и Франция: XVIII—XX века". Вып. 13. М.: «Весь Мир», 2020.
- Черкасов П. П. Начало эры Путина 2000—2008 // Мировая экономика и международные отношения, 2021, т. 65, № 5.
- Черкасов П. П. Владимир Путин: глава правительства Российской Федерации (2008—2012) // Исторические записки, № 21 (139) М., 2022.
- Черкасов П. П. Внешняя политика Владимира Путина (2000—2018 гг.). Выпуск 5 (127) :: Внешняя политика Владимира Путина (2000—2018 гг.) — ЭНОЖ «История» (jes.su)
- Черкасов П П.  Рождение Третьей республики во Франции глазами русского дипломата (сентябрь 1870 года — май 1871 года) // Новая и новейшая история. — 2023. — № 6.
- Черкасов П. П. Франция в ежегодных отчетах Министерства иностранных дел Российской империи (1870—1879 гг.) // Россия и Франция: XVIII—XX века". Вып. 14. М.: «Весь Мир», 2023.

## Награды и премии
- Кавалер ордена Почётного Легиона (Франция, 2012);
- Кавалер ордена Академических пальм (Франция, 2004);
- Серебряная медаль «За заслуги перед франкофонией» (Франция, 2012);
- Медаль «Ветеран труда» (СССР);
- Медаль «В память 850-летия Москвы» (1997);
- Золотая медаль имени С. М. Соловьёва (Российская академия наук, 2014);
- Премия имени Е. В. Тарле (Российская академия наук, 1996);
- Премия Анатоля Леруа-Больё (Посольство Франции в России, 2011);
- Премия Французской академии (Grand Prix de l’année, 2017)[2];
- Почётная грамота Президента Российской Федерации (5 февраля 2024 года) — за заслуги в развитии отечественной науки, многолетнюю плодотворную деятельность и в связи с 300-летием со дня основания Российской академии наук[3].
- Медаль «300 лет Российской Академии Наук» (2024).